# Maumee-Piedmont-Gletscher
Der Maumee-Piedmont-Gletscher ist ein Vorlandgletscher an der Walgreen-Küste des westantarktischen Marie-Byrd-Lands. Er liegt östlich des Jenkins Heights an der Basis der Martin-Halbinsel. Gespeist wird er durch den Kohler-Gletscher.
Der United States Geological Survey kartierte ihn anhand eigener Vermessungen und Luftaufnahmen der United States Navy aus den Jahren von 1965 bis 1967. Das Advisory Committee on Antarctic Names benannte ihn nach dem Tanker USNS Maumee, der von 1964 bis 1985 zur Versorgung der McMurdo-Station im Einsatz war.